# إيرني إنجلاند
إيرني إنجلاند (بالإنجليزية: Ernie England)‏ (3 فبراير 1901 في المملكة المتحدة - 22 فبراير 1982) هو لاعب كرة قدم بريطاني (وحمل سابقاً جنسية المملكة المتحدة لبريطانيا العظمى وأيرلندا) في مركز الدفاع. لعب مع نادي سندرلاند ووست هام يونايتد وShirebrook Miners Welfare F.C. ‏ وفريكلي أثلتيك ‏ ونادي مانسفيلد تاون.